# Бузник Віктор Михайлович
Бу́зник Ві́ктор Миха́йлович (нар. 4 жовтня 1914, Тернівка, Миколаївська область — пом. 23 грудня 1968, Миколаїв) — український радянський вчений у царині теплотехніки й суднових котлів; член-кореспондент АН УРСР, доктор технічних наук, професор, ректор Миколаївського кораблебудівного інституту.

## Біографія
Віктор Михайлович Бузник народився в селі Тернівка, тепер селище міського типу, підпорядковане Центральній райраді міста Миколаєва.
Закінчив Миколаївський кораблебудівний інститут.
Всю свою подальшу трудову і наукову діяльність продовжив в рідному інституті. Став ректором ВУЗу. При Бузнику в МКІ закладено всі основні напрямки наукової діяльності. Розгорнуто глибокі дослідження складного теплообміну в камерах згорання і топках. В 1959 році в МКІ відкрита галузева науково-дослідна лабораторія. 15 учнів Бузника захистили кандидатські дисертації. Ним написано понад 120 наукових робіт. Його підручник «Судові парові котли» витримав декілька перевидань. Був ініціатором будівництва нового навчального корпусу по проспекту Героїв України.
Вів активну громадсько-політичну діяльність. Був членом обкому КПРС, обирався делегатом XXIII з'їзду КПРС.
Нагороджений двома орденами Трудового Червоного Прапора, медаллю «За доблесну працю у Великій Вітчизняній війні 1941—1945 рр.», іншими урядовими нагородами.
Помер в 1968 році.
Ім'ям В. М. Бузника названо одну з вулиць Миколаєва, а також суховантаж «Професор Бузник».
- Бузник В. М. Визуальное исследование кинематики потока в зазоре между диском и вращающимся с ним экраном при различных условиях входа / В. М. Бузник, Г. А. Артемов, В. Н. Бандура // Судостроение и морские сооружения: респ. межвед. науч.-техн. сб. — Х. : Изд-во Харьк. ун-та, 1966. — Вып. 4. — С. 14–20.
- Бузник В. М. Влияние электростатического поля на теплоотдачу при вынужденной конвекции частично ионизированного воздуха / В. М. Бузник, Г. П. Величенко, Ю. А. Кардашев // Судостроение и морские сооружения: респ. межвед. науч.-техн. сб. — Х. : Изд-во Харьк. ун-та, 1968. — Вып. 8. — С. 7–10.
- Бузник В. М. Влияние элементов шероховатости на теплообмен и аэродинамическое сопротивление теплообменной поверхности / В. М. Бузник, В. Н. Бандура // Материалы II всесоюз. совещ. по тепло- и массообмену. — Минск, 1964. — С. 98.
- Бузник В. М. Выбор параметров оребрения труб фреоновых конденсаторов / В. М. Бузник, Г. Ф. Смирнов, И. И. Луканов // Теплоэнергетика: сб. науч. тр. НКИ. — Николаев: НКИ, 1968. — Вып. 26. — С. 68–74.
- Бузник В. М. Изменение характеристик судовых водотрубных котлов при переменных режимах / В. М. Бузник // Морской флот. — 1947. — № 4. — С. 26–30.
- Бузник В. М. Исследование влияния температуры стенки и скорости морской воды океанского состава на солеотложения внутри титановых трубок / В. М. Бузник, С. В. Рыжков // Спец. журн. — 1964. — № 4.
- Бузник В. М. Исследование зависимости коэффициента теплоотдачи при конденсации на наружной от угла наклона труб / В. М. Бузник, В. А. Александров, Г. Ф. Смирнов // Судостроение и морские сооружения: респ. межвед. науч.-техн. сб. — Х. : Изд-во Харьк. ун-та, 1969. — Вып. 11. — С. 17–21.
- Бузник В. М. Исследование конвективной теплоотдачи от горящих потоков / В. М. Бузник, С. В. Рыжков // Теплотехника и судовые силовые установки: сб. науч. тр. НКИ. — Николаев: НКИ, 1959. — Вып. XIX. — С. 39–51.
- Бузник В. М. Исследование некоторых закономерностей процесса конденсации на наклонной трубе / В. М. Бузник, В. А. Александров, Г. Ф. Смирнов // Судостроение и морские сооружения: респ. межвед. науч.-техн. сб. — Х. : Изд-во Харьк. ун-та, 1969. — Вып. 11. — С. 22–28.
- Бузник В. М. Исследование процессов интенсификации конвективного теплообмена / В. М. Бузник // Материалы межвуз. конф. по теории подобия. — М., 1960.
- Бузник В. М. Исследование сложного теплообмена в судовых паровых котлах / В. М. Бузник // Тр. НКИ. — Николаев: НКИ, 1958. — Вып. XIV. — С. 3–64.
- Бузник В. М. Исследование тепло- и массообмена при испарении мелкораспыленной воды в потоке отработавших газов корабельных ГТУ / В. М. Бузник, Н. А. Дикий // Спец. журн. — 1965. — № 2.
- Бузник В. М. Исследование теплообмена при поверхностном кипении и вынужденном движении морской воды / В. М. Бузник, Ю. Д. Кардашев // Судостроение и морские сооружения: респ. межвед. науч.-техн. сб. — Х. : Изд-во Харьк. ун-та, 1966. — Вып. 3. — С. 11–18.
- Бузник В. М. Исследование теплообмена при поверхностном кипении морской воды / В. М. Бузник, Ю. Д. Кардашев // Материалы науч.-техн. конф. проф.-препод. сост. НКИ. — Николаев: НКИ, 1965. — С. 26–27.
- Бузник В. М. Исследование теплоотдачи вращающегося экранированного диска / В. М. Бузник, Г. А. Артемов, В. Н. Бандура // Судостроение и морские сооружения: респ. межвед. науч.-техн. сб. — Х. : Изд-во Харьк. ун-та, 1966. — Вып. 3. — С. 3–11.
- Бузник В. М. Исследование теплоотдачи и аэродинамического сопротивления трубок с кольцевыми камерами / В. М. Бузник, В. И. Иванов // Судостроение и морские сооружения: респ. межвед. науч.-техн. сб. — Х. : Изд-во Харьк. ун-та, 1967. — Вып. 5. — С. 95–100.
- Бузник В. М. Исследование теплоотдачи и гидравлического сопротивления в каналах треугольного сечения при ламинарном течении / В. М. Бузник, Н. Г. Лебедь, И. В. Лобов // Теплоэнергетика: сб. науч. тр. НКИ. — Николаев: НКИ, 1970. — Вып. 33. — С. 9–17.
- Бузник В. М. Исследование теплоотдачи и сопротивления пластины с единичным элементом шероховатости различной высоты / В. М. Бузник, В. Н. Бандура, Г. А. Артемов // Судостроение и морские сооружения: респ. межвед. науч.-техн. сб. — Х. : Изд-во Харьк. ун-та, 1966. — Вып. 4. — С. 3–14.
- Бузник В. М. Исследование теплоотдачи цилиндра в условиях смешанной конвекции / В. М. Бузник, К. А. Везломцев // Теплотехника и судовые силовые установки: сб. науч. тр. НКИ. — Николаев: НКИ, 1959. — Вып. XIX. — С. 19–27.
- Бузник В. М. К вопросу влияния электростатического поля на теплообмен при конденсации фреона-II на горизонтальной трубе / В. М. Бузник, Б. М. Замкевич // Тр. НКИ. — Николаев: НКИ, 1969. — С. 38–43.
- Бузник В. М. К вопросу расчета топок судовых котлов на переменный режим / В. М. Бузник // Тр. НКИ. — Николаев: НКИ, 1948. — Вып. VI. — С. 39–44.
- Бузник В. М. Калориметрический метод определения расхода воздуха / В. М. Бузник, В. Ю. Ролинский // Тр. НКИ. — Николаев: НКИ, 1958. — Вып. IX. — С. 125—133.
- Бузник В. М. Массоперенос к поверхности нагрева, охлаждаемой некипящей морской воды / В. М. Бузник, С. В. Рыжков // Судостроение и морские сооружения: респ. межвед. науч.-техн. сб. — Х. : Изд-во Харьк. ун-та, 1967. — Вып. 5. — С. 24–29.
- Бузник В. М. Некоторые закономерности теплоотдачи при конденсации Ф-11 на наклонной трубе / В. М. Бузник, В. А. Александров, Г. Ф. Смирнов // Судостроение и морские сооружения: респ. межвед. науч.-техн. сб. — Х. : Изд-во Харьк. ун-та, 1968. — Вып. 10. — С. 15–22.
- Бузник В. М. Некоторые результаты исследования гидродинамического пограничного слоя на плоской пластине / В. М. Бузник, К. А. Везломцев, А. М. Федоровский // Изв. высших учеб. заведений. Энергетика. — 1962. — № 7. — С. 94–100.
- Бузник В. М. Некоторые результаты обобщения экспериментальных данных по интенсификации процессов конвективного теплообмена / В. М. Бузник, К. А. Везломцев // Изв. высших учеб. заведений. Энергетика. — 1959. — № 8. — С. 82–89.
- Бузник В. М. О влиянии неоднородного электростатического поля на теплообмен при конденсации фреона-II на горизонтальной трубе / В. М. Бузник, Г. Ф. Смирнов, Б. М. Замкевич // Теплоэнергетика: сб. науч. тр. НКИ. — Николаев: НКИ, 1968. — Вып. 26. — С. 75–85.
- Бузник В. М. О влиянии сил поверхностного напряжения на коэффициент теплоотдачи при пленочной конденсации пара на горизонтальной трубе / В. М. Бузник, В. А. Александров, Г. Ф. Смирнов // Судостроение и морские сооружения: респ. межвед. науч.-техн. сб. — Х. : Изд-во Харьк. ун-та, 1967. — Вып. 5. — С. 122—127.
- Бузник В. М. О явлениях, влияющих на теплообмен и аэродинамическое сопротивление в трубках с кольцевыми камерами / В. М. Бузник, В. И. Иванов // Судостроение и морские сооружения: респ. межвед. науч.-техн. сб. — Х. : Изд-во Харьк. ун-та, 1967. — Вып. 5. — С. 95–100.
- Бузник В. М. Обобщение экспериментальных данных по теплообмену естественной и вынужденной конвекцией при внешнем обтекании тела / В. М. Бузник, К. А. Везломцев // Теплотехника и судовые силовые установки: сб. науч. тр. НКИ. — Николаев: НКИ, 1959. — Вып. XIX. — С. 13–19.
- Бузник В. М. Обобщенная экспериментальная зависимость по теплоотдаче цилиндра при вращении и колебаниях / В. М. Бузник, К. А. Везломцев // Тр. НКИ. — Николаев: НКИ, 1961. — Вып. 22. — С. 11–18.
- Бузник В. М. Обобщенное уравнение теплообмена естественной и вынужденной конвекцией при внешнем обтекании тел / В. М. Бузник // Изв. высших учеб. заведений. Энергетика. — 1960. — № 2. — С. 68–74.
- Бузник В. М. Оценка влияния газовых процессов, происходящих в камере сгорания, на локальную теплоотдачу сопловых лопаток / В. М. Бузник, Н. Г. Лебедь, А. А. Рабинович // Теплоэнергетика: сб. науч. тр. НКИ. — Николаев: НКИ, 1968. — Вып. 26. — С. 11–16.
- Бузник В. М. Оценка влияния шероховатости на теплообмен и гидравлическое сопротивление поверхности нагрева / В. М. Бузник, К. А. Везломцев // Тр. НКИ. — Николаев: НКИ, 1961. — Вып. 22. — С. 53–60.
- Бузник В. М. Результаты приближенного теоретического и экспериментального определения теплоотдачи пластины с единичным элементом шероховатости при постоянном тепловом потоке на поверхности / В. М. Бузник, В. Н. Бандура // Материалы науч.-техн. конф. проф.-препод. сост. НКИ. — Николаев: НКИ, 1965. — С. 22–23.
- Бузник В. М. Сравнение современных методов расчета на переменный режим топок судовых котлов / В. М. Бузник // Тр. НКИ. — Николаев: НКИ, 1948. — Вып. VI. — С. 5–39.
- Бузник В. М. Теоретическое и экспериментальное определение относительной скорости ядра потока в зазоре между двумя дисками, вращающимися с одинаковой угловой скоростью / В. М. Бузник, Г. А. Артемов // Материалы науч.-техн. конф. проф.-препод. сост. НКИ. — Николаев: НКИ, 1965. — С. 23–25.
- Бузник В. М. Тепловая нагрузка пароперегревателей / В. М. Бузник, В. В. Лаханин // Морской флот. — 1946. — № 3. — С. 23–24.
- Бузник В. М. Теплообмен в начальном участке вращающейся трубы при турбулентном течении газа / В. М. Бузник, З. И. Геллер, А. К. Пименов // Инж.-физ. журн. — 1969. — № 4. — С. 597.
- Бузник В. М. Теплообмен вращающегося диска с покрывным экраном / В. М. Бузник, Г. А. Артемов // Материалы II всесоюз. совещ. по тепло- и массообмену. — Минск, 1964. — С. 99.
- Бузник В. М. Теплообмен вращающихся поверхностей / В. М. Бузник, А. М. Федоровский // Материалы II всесоюз. совещ. по тепло- и массообмену. — Минск, 1964. — С. 99.
- Бузник В. М. Теплообмен при поверхностном кипении морской воды / В. М. Бузник, Ю. Д. Кардашев // Материалы II всесоюз. совещ. по тепло- и массообмену. — Минск, 1964. — С. 147.
- Бузник В. М. Теплоотдача вращающихся поверхностей / В. М. Бузник, К. А. Везломцев // Тр. НКИ. — Николаев: НКИ, 1961. — Вып. 22. — С. 45–52.
- Бузник В. М. Теплоотдача плоского диска, вращающегося в неограниченном пространстве / В. М. Бузник, Г. А. Артемов, А. М. Федоровский // Изв. высших учеб. заведений. Энергетика. — 1966. — № 1. — С. 84–86.
- Бузник В. М. Теплоотдача при вынужденной конвекции в электростатическом поле / В. М. Бузник, Г. П. Величенко // Электронная обработка материалов. — 1968. — № 1. — С. 31–37.
- Бузник В. М. Теплоотдача сопловой лопатки газовой турбины в турбулизованном потоке / В. М. Бузник, Н. Г. Лебедь // Судостроение и морские сооружения: респ. межвед. науч.-техн. сб. — Х. : Изд-во Харьк. ун-та, 1967. — Вып. 5. — С. 13–24.
- Бузник В. М. Токосъемные устройства и передатчики давлений, применяемые при исследовании потоков во вращающихся каналах / В. М. Бузник, А. М. Федоровский // Материалы науч.-техн. конф. проф.-препод. сост. НКИ. — Николаев: НКИ, 1965. — С. 25.
- Бузник В. М. Характер изменения теплового пограничного слоя около горизонтального цилиндра при естественной конвекции / В. М. Бузник, К. А. Везломцев // Теплотехника и судовые силовые установки: сб. науч. тр. НКИ. — Николаев: НКИ, 1959. — Вып. XIX. — С. 27–35.
- Бузник В. М. Экспериментальное исследование теплообмена на вибрирующей поверхности / В. М. Бузник, А. Я. Ипатенко, В. Ю. Ролинский // Теплотехника: сб. науч. тр. НКИ. — Николаев: НКИ, 1958. — Вып. XV. — С. 3–17.
- Бузник В. М. Экспериментальное исследование теплоотдачи в поле центробежных сил / В. М. Бузник, Н. Г. Лебедь, В. А. Омелюк // Теплоэнергетика: сб. науч. тр. НКИ. — Николаев: НКИ, 1968. — Вып. 26. — С. 3–10.
- Бузник В. М. Экспериментальное исследование теплоотдачи и аэродинамического сопротивления каналов с внутренним кольцевым оребрением / В. М. Бузник, К. А. Везломцев, С. В. Рыжков // Тр. НКИ. — Николаев: НКИ, 1961. — Вып. 22. — С. 19–24.
- Бузник В. М. Экспериментальное исследование теплоотдачи и аэродинамического сопротивления труб со спиральным ленточным оребрением при продольном обтекании / В. М. Бузник, К. А. Везломцев, С. В. Рыжков // Тр. НКИ. — Николаев: НКИ, 1961. — Вып. 22. — С. 3–10.
- Бузник В. М. Эмпирические формулы для определения коэффициента теплопередачи / В. М. Бузник // Судостроение. — 1946. — № 4. — С. 10–12.
- Бузник, В. М. Анализ современных методов расчета конвективных поверхностей судовых котлов / В. М. Бузник // Тр. НКИ. — Николаев: НКИ, 1948. — Вып. VI. — С. 56–76.
- Бузник, В. М. Экспериментальное исследование влияния коронирующего провода на теплоотдачу горизонтального цилиндра при свободной конвекции / В. М. Бузник, Г. П. Величенко, Ю. А. Кардашев // Судостроение и морские сооружения: респ. межвед. науч.-техн. сб. — Х. : Изд-во Харьк. ун-та, 1968. — Вып. 8. — С. 3–6.
- Влияние на теплоотдачу вращения начального участка цилиндрической трубы с плавным входом / В. М. Бузник, А. М. Федоровский, В. Н. Бандура и др. // Судостроение и морские сооружения: респ. межвед. науч.-техн. сб. — Х. : Изд-во Харьк. ун-та, 1969. — Вып. 11. — С. 5–10.
- Измерение нестационарных температур в цилиндре ДВС / В. М. Бузник, А. И. Горбань, В. Г. Кузнецов и др. // Технология судового машиностроения и обработка металлов резанием: сб. науч. тр. НКИ. — Николаев: НКИ, 1968. — Вып. 27. — С. 133—140.
- Исследование влияния элементов шероховатости крылового профиля на интенсивность теплообмена / В. М. Бузник, Г. А. Артемов, В. Н. Бандура и др. // Инж.-физ. журн. — 1968. — Т. XIV, № 3. — С. 460—469.
- Метод измерения скоростей потока во вращающихся каналах судовых турбин с помощью пневмометрических датчиков / В. М. Бузник, Г. А. Артемов, В. Н. Бандура и др. // Судостроение и морские сооружения: респ. межвед. науч.-техн. сб. — Х. : Изд-во Харьк. ун-та, 1966. — Вып. 3. — С. 124—126.
- Некоторые особенности аэродинамики регенератора с сыпучей насадкой / В. М. Бузник, Н. М. Ицкович, Н. Г. Лебедь и др. // Теплоэнергетика: сб. науч. тр. НКИ. — Николаев: НКИ, 1970. — Вып. 33. — С. 3–8.
- Теплообмен пластины в турбулентной области при постоянном тепловом потоке на поверхности и изометрической стенке / В. М. Бузник, Г. А. Артемов, В. Н. Бандура и др. // Инж.-физ. журн. — 1966. — Т. XI, № 1. — С. 105—108.
- Теплоотдача и аэродинамическое сопротивление трубчатой поверхности с элементами шероховатости крылового профиля / В. М. Бузник, Г. А. Артемов, В. Н. Банура и др. // Судостроение и морские сооружения: респ. межвед. науч.-техн. сб. — Х. : Изд-во Харьк. ун-та, 1968. — Вып. 10. — С. 3–15.
- Теплоотдача пластины с единичным элементом шероховатости крылового профиля / В. М. Бузник, Г. А. Артемов, В. Н. Бандура и др. // Судостроение и морские сооружения: респ. межвед. науч.-техн. сб. — Х. : Изд-во Харьк. ун-та, 1968. — Вып. 10. — С. 46–57.
- Токосъемник для измерения температуры вращающихся деталей судовых турбин / В. М. Бузник, Г. А. Артемов, В. Н. Бандура и др. // Судостроение. — 1965. — № 9. — С. 33–35.
- Экспериментальная установка для исследования процессов теплообмена в двигателе с поперечно-целевой системой газообмена / В. М. Бузник, А. И. Горбань, В. Г. Кузнецов и др. // Тр. НКИ. — Николаев: НКИ, 1969. — С. 32–37.
- Экспериментальное исследование теплообмена с турбулентным потоком воздуха короткой вращающейся цилиндрической трубы / В. М. Бузник, Г. А. Артемов, В. Н. Бандура и др. // Инж.-физ. журн. — 1969. — Т. XV, № 5. — С. 832—835.
- Экспериментальное исследование теплоотдачи при турбулентном движении воздуха во вращающейся цилиндрической трубе / В. М. Бузник, А. М. Федоровский, Г. А. Артемов и др. // Судостроение и морские сооружения: респ. межвед. науч.-техн. сб. — Х. : Изд-во Харьк. ун-та,. — 1968. — Вып. 8. — С. 15–20.
- Экспериментальное определение теплоотдачи в зазоре между двумя вращающимися дисками при движении воздуха от периферии к центру / В. М. Бузник, Г. А. Артемов, В. Н. Бандура и др. // Изв. высших учеб. заведений. Энергетика. — 1967. — № 8. — С. 113—117.